# José Antonio Mora
José Antonio Mora Otero (ur. 22 listopada 1897, zm. 26 stycznia 1975) – urugwajski prawnik i dyplomata, ambasador Urugwaju w Boliwii w latach 1942-1945 oraz w Stanach Zjednoczonych w latach 1951-1956, sekretarz generalny OPA w latach 1956-1958, minister spraw zagranicznych Urugwaju od 1871 do 1872.